# PC69
Das PC69 („PC“) war eine Diskothek in Bielefeld, die über die Stadtgrenzen hinaus für Konzert- und Disco-Veranstaltungen bekannt war. Das PC69 befand sich am Rande der Bielefelder Innenstadt, Werner-Bock-Straße, Ecke Am Stadtholz. Gegenüber liegt die Anfang der 1990er-Jahre gebaute Seidensticker-Halle.

## Geschichte
In der ehemaligen Lackiererei-Halle eines Bielefelder VW-Autohauses eröffnete am 8. September 1984 das „PC69“ als Konzert- und Discoveranstaltungszentrum seine Türen. Ab dem Jahr 2000 gab es Gerüchte, dass das PC69 schließen müsse, da der Mietvertrag nicht weiter verlängert werden solle. Das Autohaus plante eine Erweiterung. Die Schließung des PC69 erfolgte am 25. Oktober 2003, zuvor gab es mit „Der letzte Abend“ eine Abschiedsparty. Der Abriss des Gebäudes war im Juli/August 2005.
Der Betrieb ging ab 31. Oktober 2003 in dem neu eröffneten „Ringlokschuppen“ im ehemaligen Bahnbetriebswerk Bielefeld wenige hundert Meter entfernt vom alten Standort auf.
Im Oktober 2010 gab es – sieben Jahre nach Schließung – ein PC69-Revival-Wochenende in der nahe gelegenen Hechelei im Ravensberger Park. Diese Veranstaltung findet dort inzwischen halbjährlich statt.

## Disco-Veranstaltungen
Der Freitag gehörte traditionell dem „Going Underground“ mit den Musikrichtungen EBM, Industrial, Gothic und Dark Wave. In den ersten neun Jahren gehörte auch der Mittwoch mit einem Charts-Programm zum festen Bestandteil der Disco-Veranstaltungen im PC69. Herausragend waren Disco-Specials wie die „Depeche-Mode-Party“ und die „NDW-Party“. Von 1997 bis zur Schließung zählte die jeden ersten Samstag im Monat stattfindende „PC69 Party – So wie es damals war“ zu den Publikumsmagneten. Das Programm dieser Veranstaltung war ein Revival des PC69 selbst und umfasste Hits aus den 1980ern und 1990ern, die zu der Zeit dort Teil diverser Programme waren.

## Konzerte
Im Bielefelder PC69 traten viele internationale Künstler zu Konzerten auf, selbst wenn sie ansonsten nur wenige Auftritte in Deutschland hatten. Dazu zählten z. B. Oasis, Ziggy Marley, Motörhead, Iron Maiden und Marillion. Aber auch nationale Größen, wie Herbert Grönemeyer, Klaus Lage, Alphaville, Marius Müller-Westernhagen und Ina Deter waren zu Gast. Große Bedeutung hatte diese Konzerthalle auch für viele Bands mit Wurzeln im sog. Independent-Bereich, die hier durch die Kapazität von über 2000 möglichen Konzertbesuchern ein großes Publikum erreichen konnten. Nennenswert sind hier Pixies, The Invisible Limits, New Model Army und auch Die Toten Hosen. In den 19 Jahren, die das PC69 bestand, summierte sich so die Anzahl aller Konzerte auf über 800. Die Dubliners kamen fast jedes Jahr und waren mit 17 Konzerten Spitzenreiter. Weitere „Dauergäste“ waren z. B. Die Ärzte (12 Konzerte) und Phillip Boa (7 Konzerte).